# コラテラル
『コラテラル』（原題：Collateral）は、2004年製作のアメリカ映画である。マイケル・マン監督のサスペンス映画。トム・クルーズが初の本格的な悪役に挑戦したことで話題になった。
collateralというのは「【名詞】〔不運な〕巻き添え、【形容詞】付随的な」というような意味。タクシードライバーのマックスは、主犯であるヴィンセントの犯行に巻き込まれてしまう。

## ストーリー
アメリカ・ロサンゼルス。平凡で真面目なタクシードライバーのマックス（ジェイミー・フォックス）は、ある夜、最初の客アニー（ジェイダ・ピンケット＝スミス）と目的地に着くまでの時間に賭けをする。賭けはマックスの勝ちに終わり、彼は検事局に勤めるアニーから「何か困った時に」と連絡先を貰う。次にマックスは、「ヴィンセント」（トム・クルーズ）と名乗るビジネスマン風の客を拾い、またも目的地までの時間をぴたりと当てる。マックスの腕と生真面目さに感銘を受けたヴィンセントは「一晩で5箇所巡って欲しい」とタクシーの貸切りを持ちかける。マックスは「貸切りは規定違反になる」と断るが、ヴィンセントの強引さと報酬600ドルの誘惑に負け、引き受けてしまう。
しかしそれは単なる貸切りではなく、殺しの手伝いをさせられることを意味していた。ヴィンセントの正体は殺し屋であり、彼がマックスのタクシーを貸切りにしたのは一晩で5人の標的を始末するためであった。当初マックスはそれに気付かなかったが、ヴィンセントが殺した標的の死体がマックスのタクシーの上に落下するアクシデントが発生する。戻ってきたヴィンセントは態度を豹変させ、マックスが何かしようものなら殺すのもいとわないと脅迫する。かくして、マックスの人生最悪の時が始まってしまった。
ヴィンセントは気さくで洗練された普段の物腰とは裏腹に、殺人に対しては一切の感情を持たない冷血な殺し屋であった。「ロスでは地下鉄で男が死んでも誰一人気付かない」と都会の無関心に憤る一方で、「地球上から人間が1人や2人消えたところで何の変化も無い」と言い切るヴィンセントに対して、マックスは別世界の人間を見るような思いがした。ヴィンセントは標的データの入ったかばんを奪って逃げようとしたチンピラ2人を躊躇なく殺し、クラブハウスでマイルス・デイヴィスの昔話に花を咲かせる老トランペッターも、マイルス・デイヴィスの音楽歴に関する質問に間違った回答をしたため殺してしまう。そのくせ、マックスが入院している母親を見舞いに訪れると、一緒に病室へ入ったヴィンセントは紳士的に振る舞うのだった。
目の前で次々に行われる異常な殺人に耐えられなくなったマックスは、隙を見てヴィンセントの標的データの入ったかばんを奪い、中身ごと路上に投げ捨てて使用不能にしてしまう。しかしヴィンセントはあきらめず、データのバックアップを得るため依頼人である麻薬組織のボス、フェリックス（ハビエル・バルデム）のもとへ、マックスを自分の代役として向かわせる。ヴィンセントは秘密保持のために依頼人側と直接会ったことが無く、マックスはヴィンセントと名乗ってフェリックスを単身訪れる。高い代償を払って作成した標的データすなわち検察側証人リストの紛失を知ってフェリックスは立腹し、マックスは命の危機にさらされるが、何とか言い逃れることに成功する。マックスは残る二名の標的データがコピーされたUSBメモリを手にヴィンセントのもとへ戻る。マックスとヴィンセントは次の標的へ向かうが、フェリックスを見張っていたFBI、そしてマックスの言動を怪しんだフェリックスが差し向けた用心棒達に追跡される。
ヴィンセントは4人目の標的を始末するために、マックスをともなってコリアンバーに入り、大勢の客で混雑する中、標的のボディーガード・FBI・フェリックスの用心棒を交えた乱闘に発展してしまう。マックスはヴィンセントによる犯行の当初からこの事件を追っていたロス市警の刑事に保護されるが、仕事を終えたヴィンセントは刑事を問答無用で射殺してしまう。自分が犯罪と無関係だったことを信じてくれた刑事を目の前で殺されて怒ったマックスは、ヴィンセントを乗せたままわざと無謀な運転をしてタクシーを横転させ、ヴィンセントは負傷しながらも最後の標的である5人目を殺すためその場から立ち去る。
事故を目撃した警官がマックスを保護しようとするが、タクシーのトランクに入れられていた最初の被害者の死体を発見し、殺人の容疑者としてマックスを拘束しようとする。マックスは逮捕を覚悟するが、ヴィンセントが残した端末画面には5人目の標的であるアニーの姿が映っていた。このままでは確実にアニーが殺されてしまうと考えたマックスは警官を拘束して銃を奪い、アニーの元へ走って向かい、途中で通行人の携帯電話を奪う。
なんとかアニーと連絡が取れたマックスは、死の危険が迫っていることを説明する。アニーは最初こそ取り合わなかったが、ただならぬ事態を悟ってヴィンセントをかわし、庁舎ビルからマックスと逃げ出す。ビルの地下に直結した地下鉄で逃げ延びようとするマックスとアニーを、ヴィンセントは犬のような嗅覚で執拗に追い詰める。逃げられないと覚悟を決めたマックスは走行中に地下鉄の明かりが消えた瞬間、連結部のドア越しに銃弾を撃ちまくる。ヴィンセントも同じく銃を撃つが、致命傷を負ったのは彼の方だった。そして、自らの命にも感情を示さないヴィンセントは「ロスの地下鉄で男が死んだところで、誰も気にかけないさ」と言い残し、座席の上で眠るように息絶える。悪夢の一夜は終わり、マックスはアニーと連れ立って明け方の地下鉄を降りて行く。

## キャスト
※括弧内は日本語吹き替え
- ヴィンセント - トム・クルーズ（森川智之）

マックスのタクシーに乗り込んだ男。一見すると渋い雰囲気の紳士だが、その正体はヒットマンであり、麻薬組織から5人を殺害する任務を引き受ける。マックスのタクシーに乗車して車両を貸し切りにし、正体がばれて以降は「逆らったら命はない」と脅して、自らの暗殺任務に協力させる。マックスを信じて助けようとした刑事ファニングを殺したため、激怒したマックスが故意に危険な運転をして車を横転させたことで負傷するも、なおも最後の標的であるアニーを始末しようとする。マックスによって阻止され最後は地下鉄の座席に腰掛けながら「地下鉄で男が一人死のうが、誰も気にしない」と言い残し絶命する。
- マックス・ドローチャー - ジェイミー・フォックス（高木渉）

タクシー運転手。自分の会社を持つことを夢見る。ヒットマンのヴィンセントを乗せてしまったがために彼の暗殺任務に連れ回される。ナイトクラブで自分の潔白を信じて助けようとした刑事ファニングを殺されたことで憤慨し、それまではヴィンセントに怯え言いなりだったが、反撃を決意し故意に危険な運転をして車を横転させてヴィンセントを負傷させる。さらに最後の標的がアニーだと知ると、何とか彼女と連絡を取り事情を説明し地下鉄で逃げようとするも、執拗に追ってくるヴィンセントに対し撃ち合いの末彼に致命傷を負わせて倒しアニーを救う。
- アニー・ファレル - ジェイダ・ピンケット＝スミス（朴璐美）

検事。マックスが乗せた客の一人でヴィンセントの最後の標的。マックスの話を聞いて最初は半信半疑だったが、彼の切迫した口調から自分に危機が迫っていることを知り、マックスと合流後は彼と共に地下鉄で逃げる。逃走劇の末マックスがヴィンセントを射殺したため救われる。
- レイ・ファニング - マーク・ラファロ（山路和弘）

ロサンゼルス市警の刑事。連続殺人事件の調査を担当する。マックスの潔白を信じナイトクラブで彼を助け出し保護下に置こうとするも、ヴィンセントに射殺される。
- リチャード・ワイドナー - ピーター・バーグ（青山穣）

ファニングの部下で、ロサンゼルス市警の刑事。
- フランク・ペドロサ - ブルース・マッギル（辻親八）
- アイダ・ドローチャー - イルマ・P・ホール（片岡富枝）

マックスの母親。入院しており、彼女を見舞うことがマックスの日課になっている。
- ダニエル・ベイカー - バリー・シャバカ・ヘンリー（宝亀克寿）

クラブのオーナー。
- フェリックス・レイエス・トレレナ - ハビエル・バルデム（大川透）

ヴィンセントの依頼主。麻薬組織のボス。
- 空港の男 - ジェイソン・ステイサム[注 1]（古田信幸）

正体不明の謎の男。空港で暗殺の標的に関する情報が入ったカバンをヴィンセントに渡す。　

## 製作
スチュアート・ビーティーが17歳の頃、オーストラリアでタクシーに乗って運転手と会話をしているときに奇抜な物語を思い付いた。それは「タクシー運転手は乗客といつも気さくに会話をしているが、もしその乗客が殺人鬼だったら…」といった内容だった。
UCLA大学の映画学科に進学したビーティはそのときの草案を基に”The Last Domino”という脚本を書き、UCLAで知り合ったプロデューサーのジュリー・リチャードソンに見せた。リチャードソンはフランク・ダラボン、チャック・ラッセルらが所有するエッジシティ・プロダクションに売り込んでみたところすぐに採用が決まった。
エッジシティは脚本をHBOに引き継ぎ、HBOが独占契約をしているドリームワークスが映画化に名乗り出た。

### 監督
ドリームワークスのプロジェクトでは当初ミミ・レダー監督が計画されていたが、3年以上も動きがないままヤヌス・カミンスキーに変わり、最終的にマイケル・マンに決定した。主演に選ばれていたラッセル・クロウが「インサイダー」で一緒に仕事をしたマンを指名したという。
スチュアート・ビーティが書いた脚本は、タクシー運転手と女性の図書館司書、殺しを目撃する黒人女性警官らを取り巻くニューヨークを舞台にしたラブストーリーだったが、フランク・ダラボンやマイケル・マン監督によって大幅に書き換えられた。

### 配役・演出
スチュアート・ビーティは、タクシー運転手にロバート・デ・ニーロを思い描きながら脚本を書いたのだが、製作側はもっと若い俳優にするべきだと主張した。ヴィンセント役にはラッセル・クロウがほぼ決まっていたが進展しないので降りた。次にトム・クルーズとアダム・サンドラーの名前が挙がったが、サンドラーは次作が予定されていたので断り、最終的にトム・クルーズとジェイミー・フォックスで決定した。
マイケル・マンは登場人物に深みを持たせるため劇中に表れないバックストーリーを用意しており、トム・クルーズはヴィンセントの生い立ちを読んで感心したという。
また、トム・クルーズは3カ月の実弾射撃訓練を、ジェイミー・フォックスはモハーヴェ砂漠のレース場でドライビングテクニックを、ジェイダ・ピンケット＝スミスは本物の女性検察官に丸一日付き添って仕草や服装の着こなしなどを学んだ。マーク・ラファロは劇中で銃を持つシーンがないにもかかわらず、銃を携帯している雰囲気を醸し出すため銃の取り扱いを習得させられた。

### 撮影
撮影には夜景を鮮明に捉えることが出来るThomson Viper FilmStream高解像度カメラが使用された。メジャーな映画では初の試みだったが、これが功を奏し、たまたま撮影現場の近くを横切ったコヨーテを照明を使わずに撮影することが出来た。
ラストシーンで主人公たちが降りる駅は、映画『ヒート』のオープニングでロバート・デ・ニーロが降りる駅と同じである。

## 評価
本作は批評家から高い評価を得ている。映画批評家レビュー集積サイトRotten Tomatoesでは、226件のレビューがあり、批評家支持率は86％、平均点は10点満点で7.45点となっている。批評家からはトム・クルーズとジェイミー・フォックスの演技に高い評価が寄せられた。サイト側による批評家の見解の要約は「マイケル・マン監督のトレードマークのビジュアルとトム・クルーズの無駄のない悪役が原動力となり、『コラテラル』はスタイリッシュで魅力的なノワール・スリラー」となっている。また、Metacriticには41件のレビューがあり、加重平均値は71/100となっている。
映画評論家のリチャード・ローパーは2004年のお気に入りの映画10本の中で本作を挙げている。また、本作はロサンゼルス・タイムズの作家と編集者のグループにより、過去25年間でロサンゼルスで9番目のベスト映画に選ばれた。